# 崔毓峯
崔毓峯（?—?），字蓬一，号惺园，山西長子縣人。清朝政治人物、同進士出身。

## 生平
乾隆四十三年（1778年），登戊戌科进士，授大同府教授。